# Gare de Cernay (Górny Ren)
Gare de Cernay – stacja kolejowa w miejscowości Cernay, w departamencie Górny Ren, w regionie Grand Est, we Francji. Jest zarządzany przez SNCF i obsługiwany przez pociągi TER Grand Est.

## Położenie
Znajduje się na linii Lutterbach – Kruth, na km 9,147 między stacjami Graffenwald i Vieux-Thann-ZI, na wysokości 302 m n.p.m.

## Historia
Stacja została otwarta 23 października 1855 przez Compagnie des chemins de fer de l’Est wraz z odcinkiem linii między Haguenau i Wissembourg.

## Linie kolejowe
- Linia Lutterbach – Kruth
- Linia Cernay – Sewen